# Jalaluddin Muhammad Akbar
Jalaluddin Muhammad Akbar (în limba arabă Akbar înseamnă cel Mare) (n. 25 octombrie 1542, Umarkot, Madhya Pradesh - d. 27 octombrie 1605, Agra) a fost Mare Mogul în Imperiul Mogul între anii 1556-1605. Este succesorul tatălui său, Nasir ud din Muhammad Humayun și, împreună cu Ashoka, se numără printre cei mai însemnați stăpânitori mongoli ai Indiei.
Sprijinindu-se de aristocrația feudală, a înfăptuit reforme însemnate în scopul creării unui stat feudal centralizat și a unei noi religii, constituite din elemente hinduiste, islamice, zoroastrice și creștine.

## Biografia

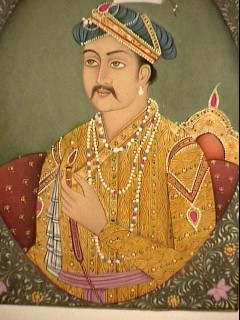
Jalaluddin Muhammad Akbar

În tinerețe, în perioada regenței, l-a avut ca tutore pe Bairam Khan. Imperiul Mogulilor se afla în acel timp într-o criză serioasă, mogulul având sub control numai orașul Delhi, cu unele localități din regiune.
Akbar, împreună cu tutorele său, înving în bătălia a doua de la Panipat (1556) pe Hemu, un ministru al lui Suri. În octombrie 1556, Akbar ocupă Delhi, declarându-l independent.
În anul 1560 preia conducerea de la regentul Bairam Khan, iar în 1561 permite ca fratele său, Adham Khan, să fie ucis de tabăra oponentă.
Ajungând la putere, întreprinde o serie de incursiuni războinice, încununate cu succes.
În aceste războaie folosește elefanți de luptă, o cavalerie mobilă și ușoară, tunuri de artilerie, muschetari și o trupă de recunoaștere (pionieri).
Trupele sale militare erau antrenate și în perioadele de pace, prin acțiuni de vânătoare.
În multe ciocniri militare participă personal la luptă, dând dovadă de iscusință și curaj.
Diplomația lui consta în tratarea cu mărinimie a adversarului învins, cu scopul de a-l câștiga ca aliat. Cu aceeași diplomație încheie căsătorii, asigurându-și aliați puternici.
De partea raipuților, adversarii lui Akbar, erau conducătorul rana Udai Singh (reg. 1537-1572) și conducătorul merawar Pratap Singh (reg. 1572-1597). În 1567-1568, Akbar atacă Chitor. Udai Singh se retrage și întemeiază Udaipurul.
După cucerirea Chitorului, Akbar permite ca populația locală să fie măcelărită fără rost. 
Cu toate că grosul trupelor raipute n-a capitulat niciodată în fața lui Akbar, acesta izbutește să atragă de partea sa o parte din conducători (de ex. Raja von Amber).

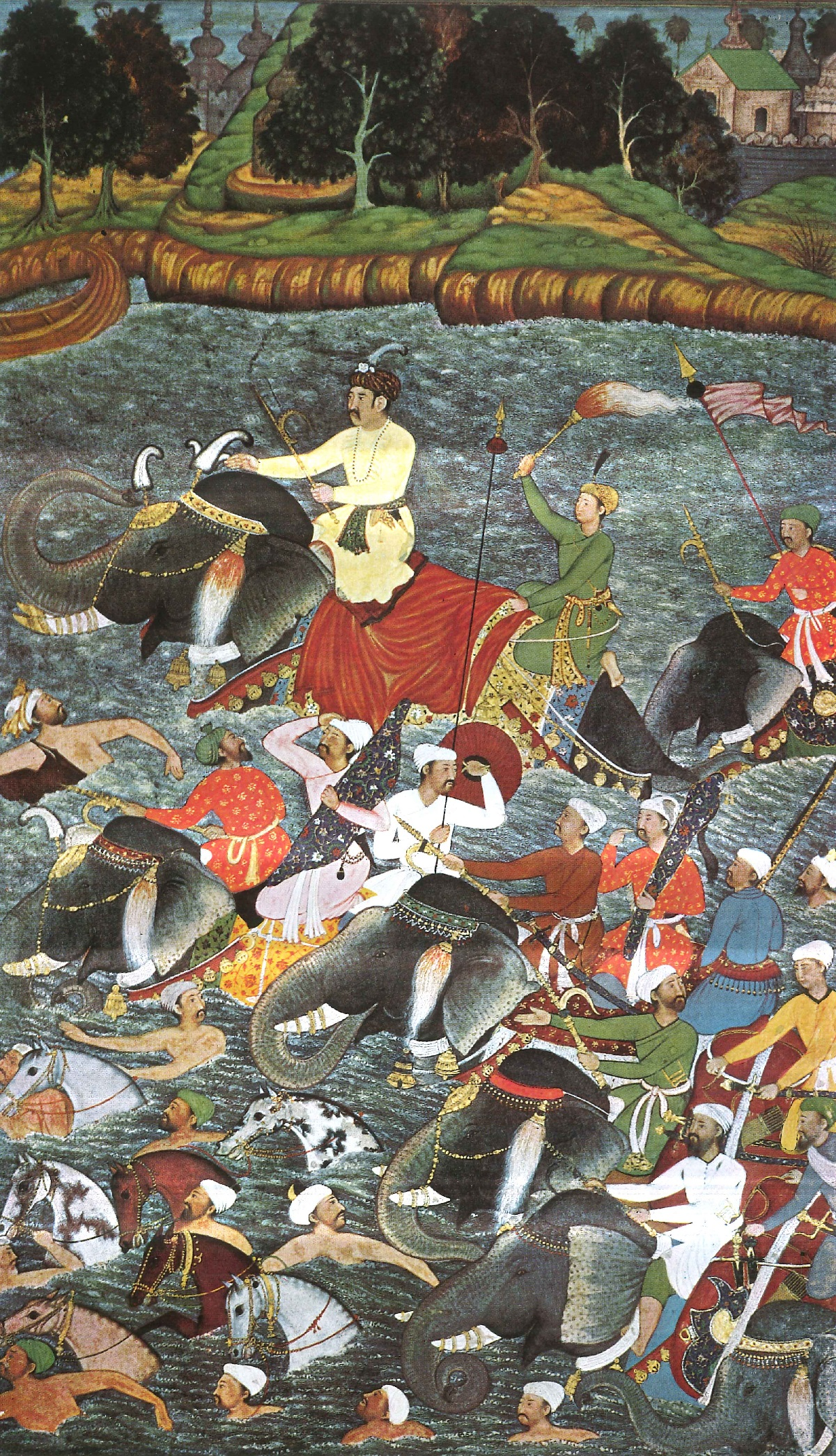
Akbar traversează Gangele, Ikhlas, 1600

Până în anul 1580, Akbar reușește să întemeieze un imperiu stabil în nordul Indiei, care se întindea de la orașul Kabul până în provincia Bengal.
Imperiul este amenințat de două răscoale mari: a nobililor musulmani afgani și a turco-mongolilor. Aceștia voiau să-l aducă pe tron pe fratele lui vitreg, Hakim, prinț de Kabul.
Aceste răzvrătiri au loc între anii 1580-1581. Akbar recucerește personal orașul Kabul.
Din izvoarele istorice reiese că nemulțumirile erau mai puțin de natură religioasă, ci mai mult provocate de regimul central, care favoriza unele grupe etnice.
 În anii 1564 și 1580 (Dshisja), Akbar scutește de impozit religios pe cei de altă religie decât cea musulmană, acordând multe drepturi călăreților hindu. Kabul fiind condus de un hindu, Akbar caută să evite o nouă revoltă în oraș, căsătorindu-se cu prințese hindu.
Operele musulmane ca, de exemplu, Mahabharata, au fost traduse în limba hindu de musulmanul ortodox Badauni, acesta fiind sărbătorit la curte, unde limba oficială era cea persană.
Înainte de moartea lui Akbar apar conflicte generate de rivalitatea dintre Akbar și fiul său cel mare, Selim (Jahangir). Acesta îl ucide pe ministrul Abu Fasl și pornește contra orașului Agra. La intervenția femeilor, se ajunge la o împăcare (1602-1603) .
Cu toate că Akbar voia să-l îndepărteze de la tron pe fiul său Selim, nu are de ales, deoarece ceilalți doi fii ai săi sunt decedați.

## Cultura

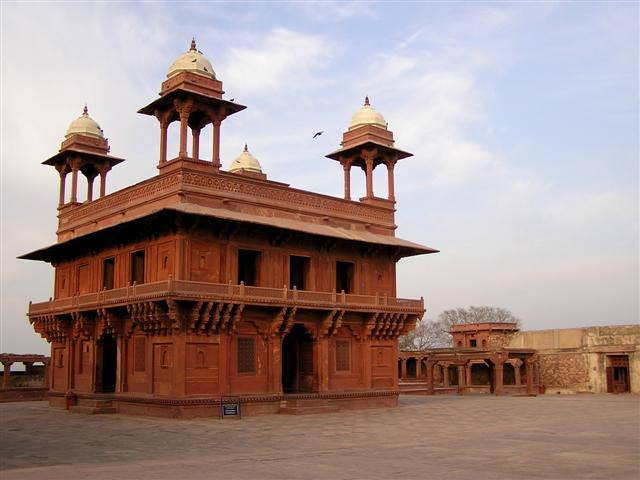
Diwan-i-Khas, Hala privată de audiență din Fatehpur Sikri

Akbar nu a fost doar războinic, ci și artist, inventator, fierar și dresor de animale sălbatice (la vânătorile sale fastuoase, capturase mii de pantere de care se ocupa el însuși).
Cu toate că Badauni îl numește cu dușmănie gunoiul Islamului, pe Akbar l-a preocupat o viață întreagă căutarea credinței adevărate. Gândirea lui tolerantă este numită de musulmani Sufism și de hindu Bhakti, Sikhismus.
El a chemat la curte reprezentanți ai diferitelor religii, printre care și pe iezuiții portughezi, ca de exemplu Rodolfo Acquaviva din Goa.
În 1579, a ținut personal o predică în moschea din Fatehpur Sikri.
Toleranța lui față de diferitele religii din Imperiu îi asigură stabilitatea domniei.
Pe lângă acestea, Akbar este interesat de muzică. La curtea sa este adus Mian Tansen (1562), un muzician hindu cu renume legendar. Dovedește interes și pentru arhitectură, făcând planul unei noi capitale (1569-1576) în Fatehpur Sikri, situat în Cașmir, localitate aproape nelocuită în zilele noastre.